# اتی کاگاروف
اتی کاگاروف (استونیایی: Etti Kagarov؛ زادهٔ ۲۸ ژانویهٔ ۱۹۵۶)  سیاستمدار و نماینده سابق مجلس اهل استونی است.